# Ciclo invariante
De manera informal, ciclo invariante es algún predicado o condición que se mantiene en cada iteración de un ciclo. Por ejemplo:
```
int
 
j
 
=
 
9
;

    
for
(
int
 
i
=
1
;
 
i
<
10
;
 
i
++
){

        
j
--
;

        
int
 
resul
=
j
+
i
;

        
cout
<<
"i: "
<<
i
<<
endl
;

        
if
(
resul
 
==
 
9
){

            
cout
<<
"Cumple el invariente de bucle"
<<
endl
;

        
}

    
}

```

En este ejemplo se cumple la invariante de ciclo para cada iteración, ya que se mantiene la condición siguiente:
```
 
i
 
+
 
j
 
==
 
9

```

Otra invariante más débil es:
```
i
 
>=
 
0
 
&&
 
i
 
<
 
10
 
//(condición terminal) 

//o bien 

j
 
<=
 
9
 
&&
 
j
 
>=
 
0

```

Las invariantes de ciclo sirven para probar que un algoritmo esté correcto.

## Propiedades
- Inicialización. Es verdadera desde la primera iteración.

- Mantenimiento. Es verdadera después de una iteración del ciclo. Se mantiene verdadera antes de la iteración próxima.

- Terminación. Cuando finaliza el ciclo, la invariante aporta una propiedad que indica que el algoritmo es correcto.

## Ejemplos
Insertion sort
```
import
 
java.util.Arrays
;

class
 
InsertionSort
{

	
public
 
static
 
void
 
main
(
String
[]
args
){

		
int
[]
array
=
{
5
,
2
,
4
,
6
,
1
,
3
};

		
String
 
out
=
""
;

		
out
+=
Arrays
.
toString
(
array
)
+
"\nResult:\n"
;
		

		

		
//start

		
for
(
int
 
i
=
1
;
i
<
array
.
length
;
i
++
){

			
int
 
key
=
array
[
i
]
;

			
int
 
j
=
i
-
1
;

			
out
+=
"array["
+
j
+
"] > key = "
+
array
[
j
]
 
+
" > "
+
key
+
" = "
+
(
array
[
j
]>
key
)
+
"\n"
;

			
while
(
j
>=
0
 
&&
 
array
[
j
]>
key
 
){

				
array
[
j
+
1
]=
array
[
j
]
;
out
+=
" \tarray["
+
j
+
"+1]=array["
+
j
+
"]\n"
;

				
j
--
;

			
}

				
array
[
j
+
1
]=
key
;

		

		
}

		
out
+=
Arrays
.
toString
(
array
)
+
"\n"
;

		

		
System
.
out
.
println
(
out
);

	
}

}

```